# بیلی هورنر
بیلی هورنر (انگلیسی: Billy Horner؛ زادهٔ ۷ سپتامبر ۱۹۴۲) بازیکن فوتبال اهل بریتانیا است.
از باشگاه‌هایی که در آن بازی کرده‌است می‌توان به باشگاه فوتبال میدلزبرو و باشگاه فوتبال دارلینگتون اشاره کرد.